# 平村 (岐阜県)
平村（ひらむら）は、かつて岐阜県安八郡にあった村である。
現在の大垣市平町などに該当する。

## 歴史
- 1889年（明治22年）7月1日 - 町村制 により、平村発足。
- 1897年（明治30年）4月1日 - 今福村、小泉村、直江村、古宮村、米野村、深池村、難波野村と合併し川並村が発足。同日平村廃止。

## 教育
- 平村尋常小学校（現・大垣市立川並小学校）